# Premio Davisson-Germer
Il premio Davisson-Germer (in inglese Davisson-Germer Prize in Atomic or Surface Physics) è una onorificenza annuale conferita dalla American Physical Society a partire dall'anno 1965.
Il vincitore è scelto per il suo particolare merito nella fisica atomica o nella scienza delle superfici.
Prende il nome dai fisici statunitensi Clinton Joseph Davisson e Lester Germer che per primi misurarono la diffrazione degli elettroni.
Nel 2007 il valore del premio era pari a 5000 dollari.

## Destinatari
- 2014: Nora Berrah
- 2013: Geraldine L. Richmond
- 2012: Jean Dalibard
- 2011: Joachim Stohr
- 2010: Chris H. Greene
- 2009: Yves Chabal and Krishnan Raghavachari
- 2008: Horst Schmidt-Böcking
- 2007: Franz Himpsel
- 2006: C. Lewis Cocke
- 2005: Ernst G. Bauer
- 2004: Paul Julienne
- 2003: Rudolf M. Tromp
- 2002: Gerald Gabrielse
- 2001: Donald M. Eigler
- 2000: William Happer
- 1999: Steven Gwon Sheng Louie
- 1998: Sheldon Datz
- 1997: Jerry D. Tersoff
- 1996: Thomas Francis Gallagher
- 1995: Max G. Lagally
- 1994: Carl Weiman
- 1993: Joseph Demuth
- 1992: Larry Spruch
- 1991: Neville V. Smith
- 1990: David Wineland
- 1989: Peter J. Feibelman
- 1988: John L. Hall
- 1987: Maurice B. Webb
- 1986: Daniel Kleppner
- 1985: J. Gregory Dash
- 1984: Manfred A. Biondi and Gordon H. Dunn
- 1983: E. W. Plummer
- 1982: Llewellyn H. Thomas
- 1981: Robert Gomer
- 1980: Alexander Dalgarno
- 1979: J. A. Appelbaum and D. R. Hamann
- 1978: Vernon Hughes
- 1977: Walter Kohn and Norton Lang
- 1976: Ugo Fano
- 1975: James J. Lander and Homer D. Hagstrum
- 1974: Norman Ramsey
- 1972: Erwin Wilhelm Müller
- 1970: Hans Dehmelt
- 1967: Horace Richard Crane
- 1965: George J. Schulz